# Galatia (Illinois)
Galatia – wieś w Stanach Zjednoczonych, w stanie Illinois, w hrabstwie Saline.